# Église Saint-Pierre de Marennes
Pour les articles homonymes, voir Église Saint-Pierre.
L'église Saint-Pierre est une église catholique située à Marennes, en France. L'édifice est classé au titre des monuments historiques en 1840.

## Localisation
L'église est située dans le département français de la Charente-Maritime, sur la commune de Marennes. Elle se trouve dans le centre historique de la ville à côte d'une grande place. L'église Saint-Pierre, avec son clocher de 85 mètres de haut, domine toute la ville et tout le bassin de Marennes-Oléron.

## Historique

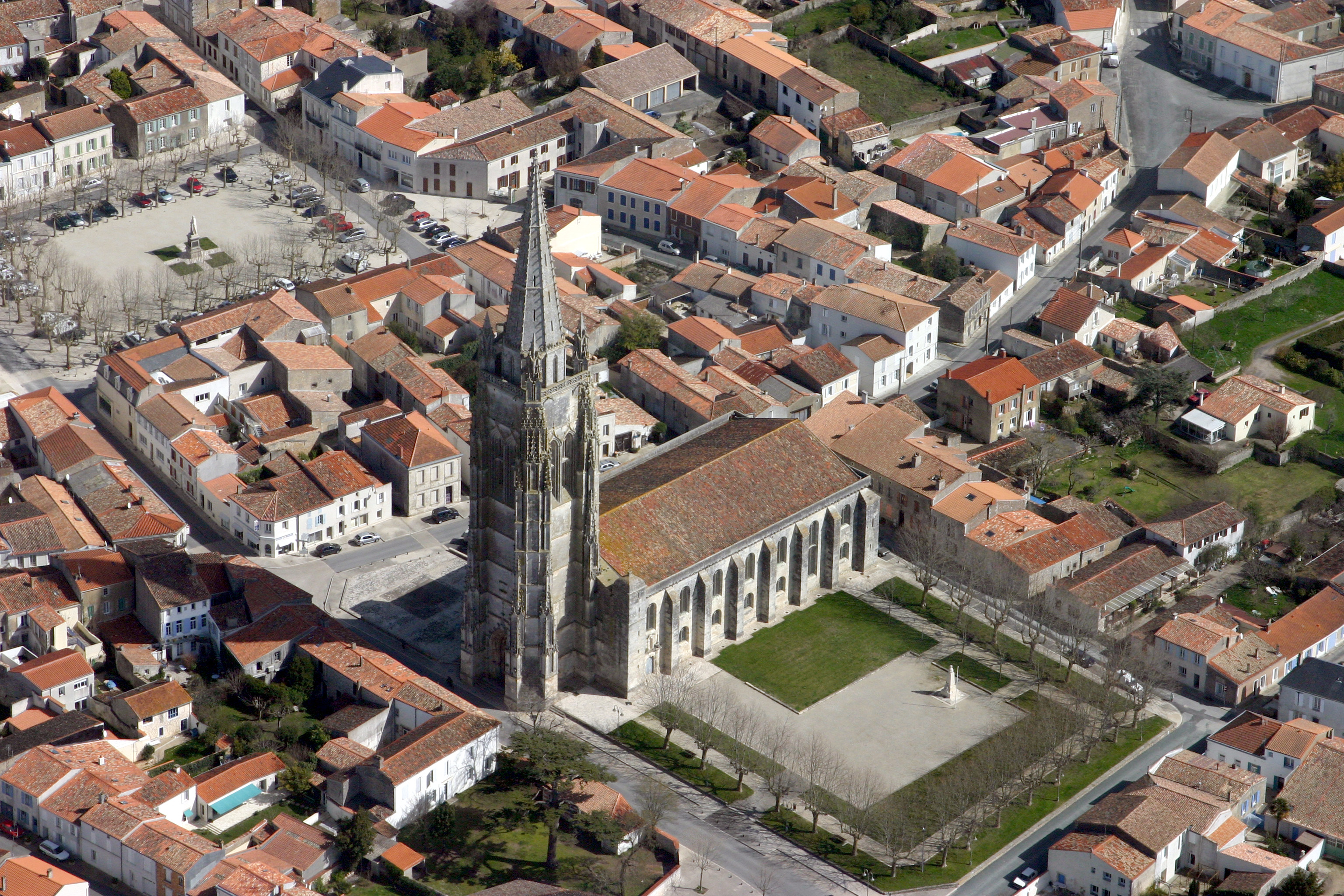

Les origines de cet imposant sanctuaire remontent au moins au début du XIe siècle, comme l'atteste sa mention dans l'acte de donation fait par le duc d'Aquitaine Geoffroy Martel à l'abbaye aux dames de Saintes, en 1047.
Après les affres de la longue guerre de Cent Ans, l'édifice est entièrement reconstruit entre le milieu du XIVe siècle et le XVe siècle dans le style gothique flamboyant. Son clocher-porche date de cette époque et témoigne de la splendeur de l'église et de la richesse de la ville à cette époque.
Durant les guerres de Religion, l'église sert de citadelle aux catholiques, assiégés par des troupes protestantes, mais, à la fin du conflit inter-religieux, l'édifice est totalement ruiné. Seul le clocher est préservé. Les vestiges de l'ancienne église sont démolis en 1600. Les travaux de reconstruction débutent deux ans plus tard : ils dureront jusqu'en 1776.

## Description
L'édifice actuel, de style classique, est formé d'une nef unique de cinq travées, bordée de chapelles latérales surmontées de tribunes avec balustrades. La nef est prolongée par un chœur de deux travées, éclairé de profondes baies pourvues de vitraux au XIXe siècle. Les fresques, endommagées, datent également de cette période. Les voûtes, réalisées au XVIIIe siècle sont en anse de panier.
À l'intérieur se trouvent plusieurs ex-voto d'inspiration marine, une statuaire constituée entre le XVIIIe siècle et le XXe siècle ainsi qu'un orgue de chœur datant du XIXe siècle. Cet instrument, toujours en état de marche, a été classé aux monuments historiques en 1986. L'église fut siège d'archiprêtré : la liste des titulaires de cette charge se trouve à l'entrée du sanctuaire.
L'élément le plus remarquable de l'église est son clocher, visible des kilomètres à la ronde, et dont les dimensions s'expliquent par la nécessité de servir d'amer. Il s'apparente à la flèche de la basilique Saint-Eutrope de Saintes.
Le clocher de l'église Saint-Pierre, avec une hauteur impressionnante de 85 mètres et accessible par 289 marches, a également la particularité d'être le plus élevé de tous les édifices religieux du département de la Charente-Maritime. Il est non seulement l'emblème de la ville de Marennes, mais l'un des monuments historiques les plus visités de la cité.

## Cloches
Le clocher abrite une sonnerie de 4 cloches de volée.
- Jeanne-Ernestine : ré 3 - 1,275 kilos, fondue en 1886 par Georges Bollée, fondeur à Orléans
- Henriette-Marie : mi 3 - 980 kilos, fondue en 1776 par Dupont, fondeur du Roy de l’artillerie du port de Rochefort
- Marguerite-Marie-Renée : fa # 3 - 760 kilos, fondue en 1966 par la fonderie Paccard d’Annecy
- Théodora-Félicie : la 3 - 401 kilos, fondue en 1886 par Georges Bollée fondeur à Orléans

« Marguerite-Marie-Renée » remplace une cloche précédente « Marie-Amélie », fêlée en 1945 et brisée en mars 1966. « Marie-Amélie » faisait partie des trois cloches fondues en 1886 par Georges Bollée ; elle pesait 628 kilos. Ces trois cloches ont été baptisées le lundi 4 octobre 1886.

## Protection
L'église  Saint-Pierre est classée monument historique depuis 1840, grâce aux soins avisés de Prosper Mérimée, alors Inspecteur des monuments historiques pendant la monarchie de Juillet

## Galerie de photos

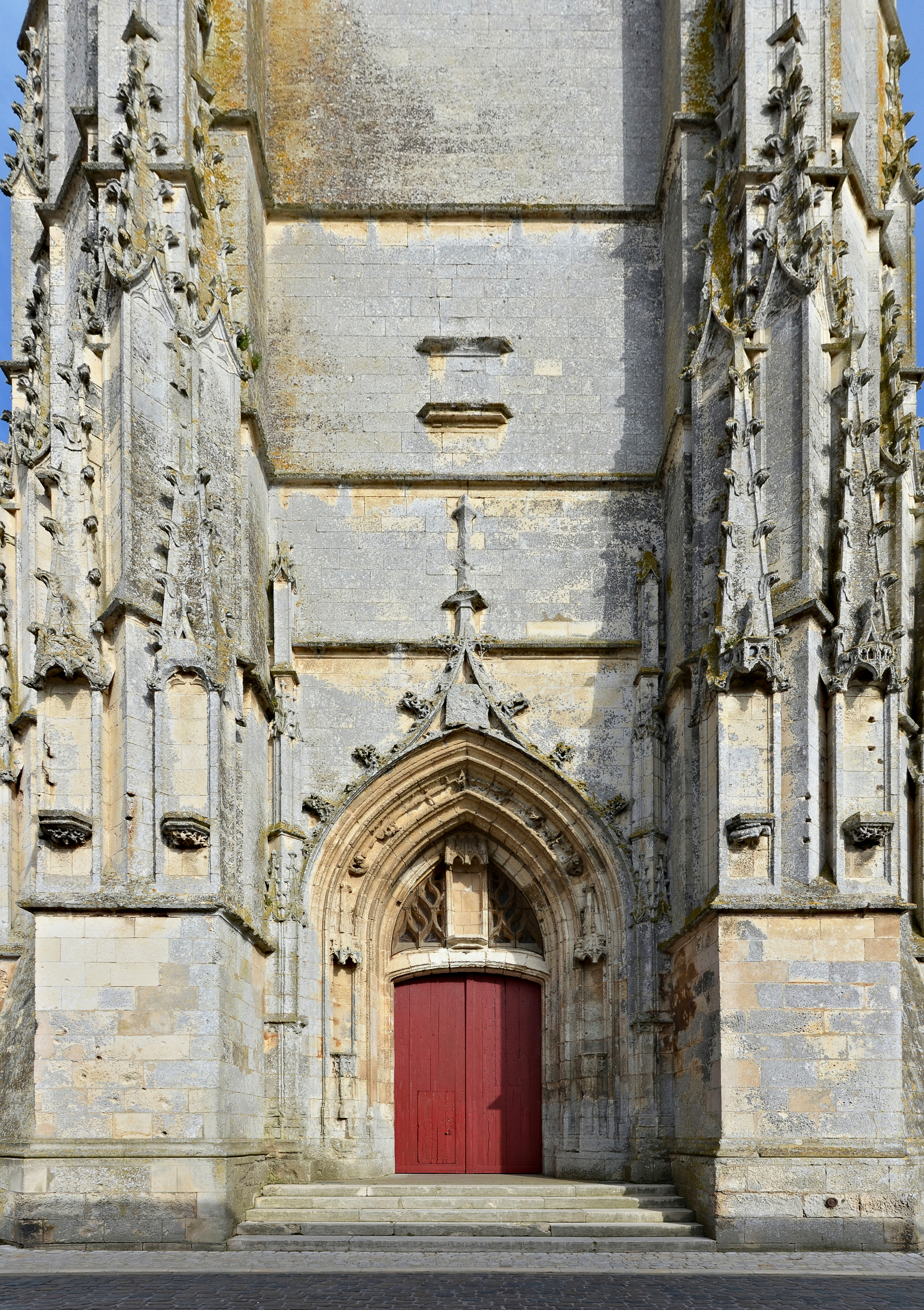
Le porche et le tympan.
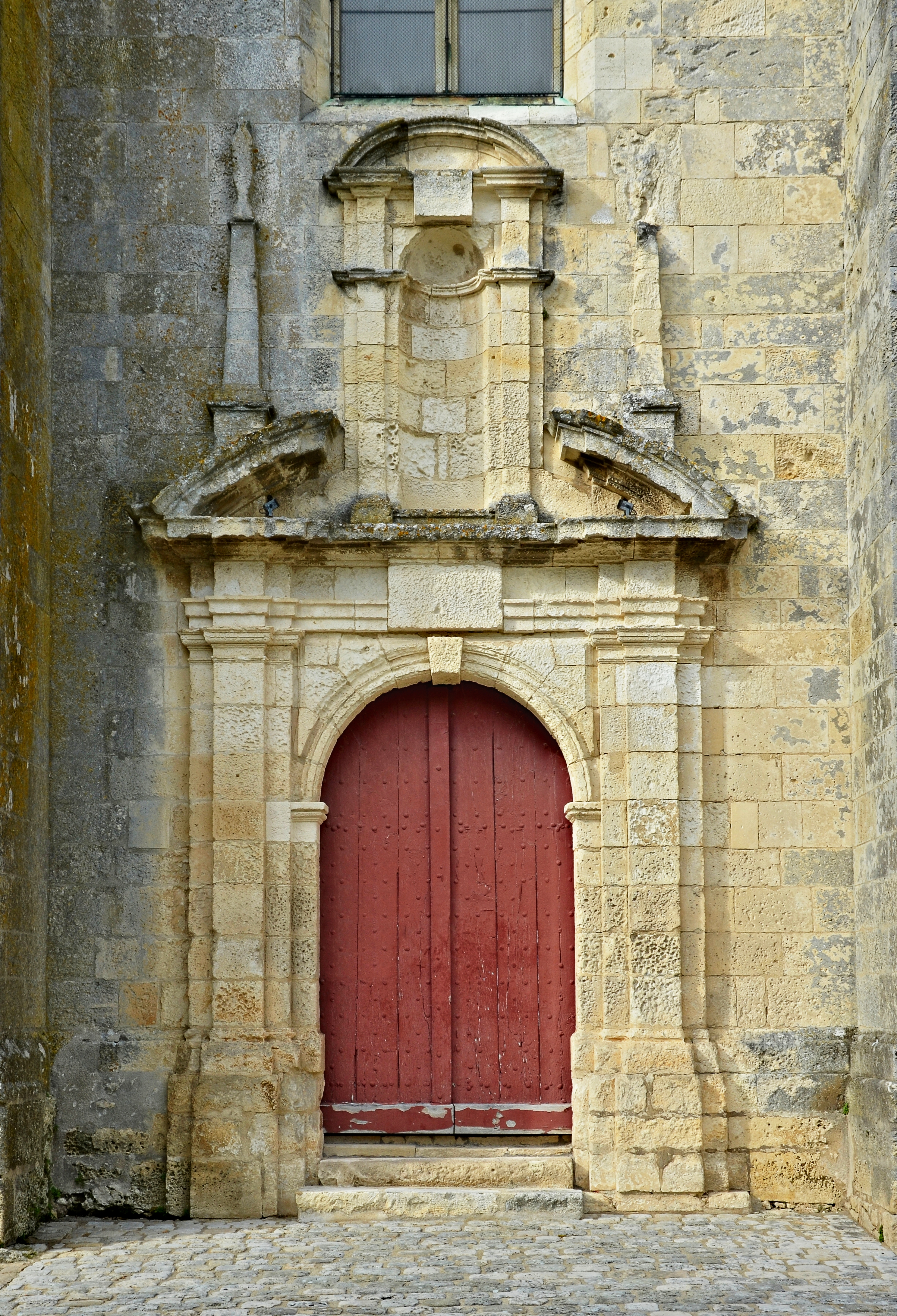
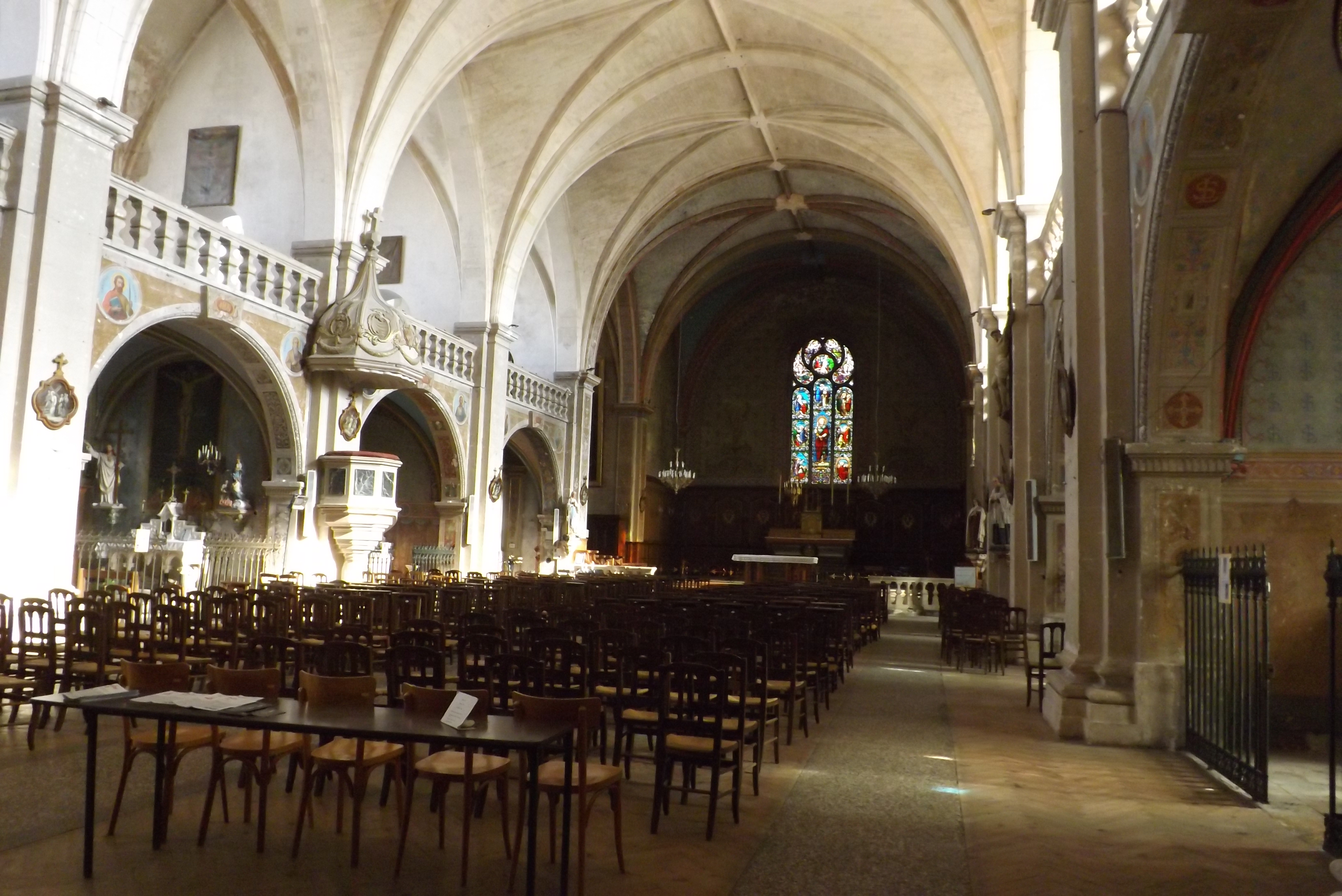
Intérieur de l'église.
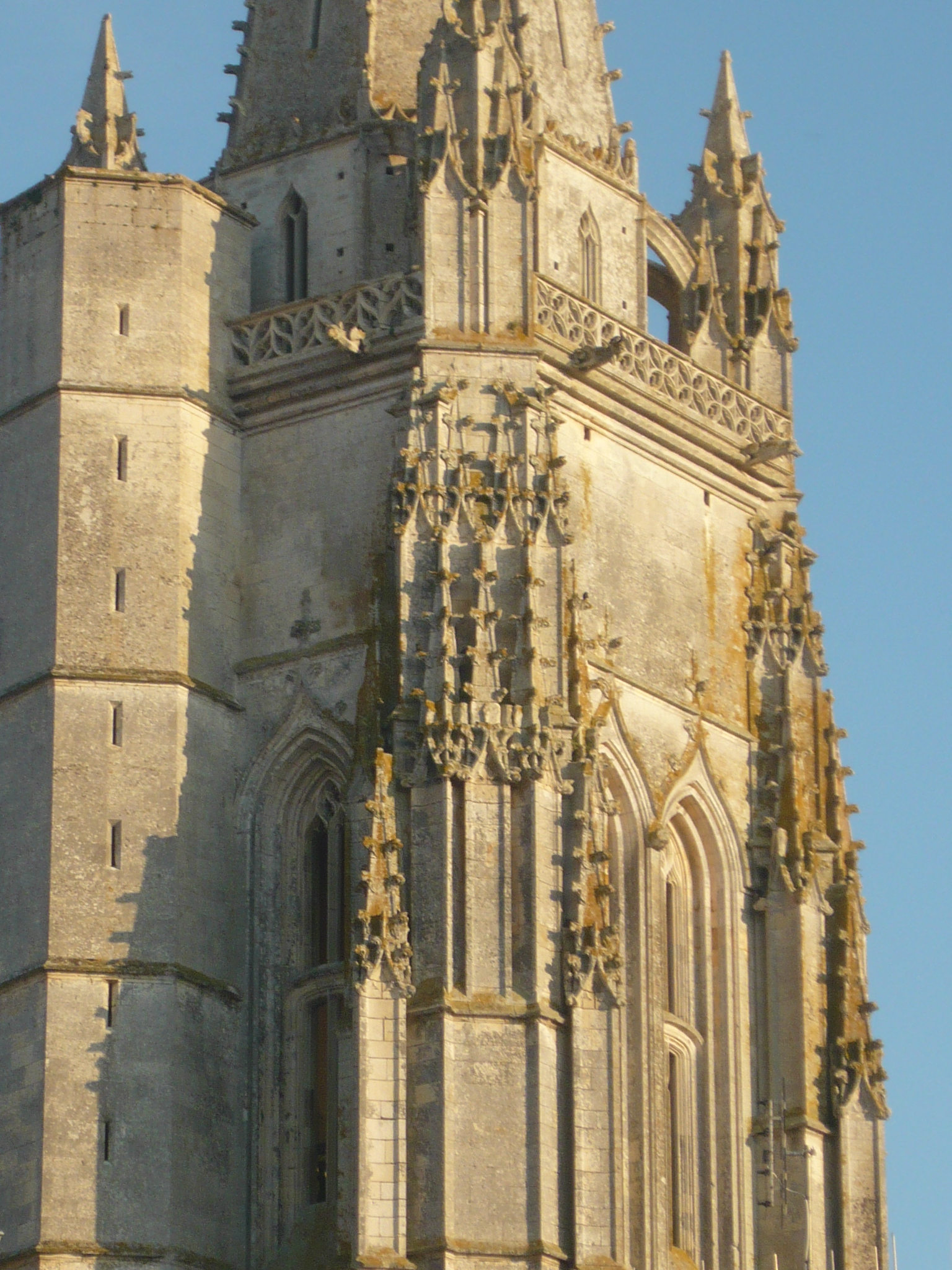
Détail du clocher.
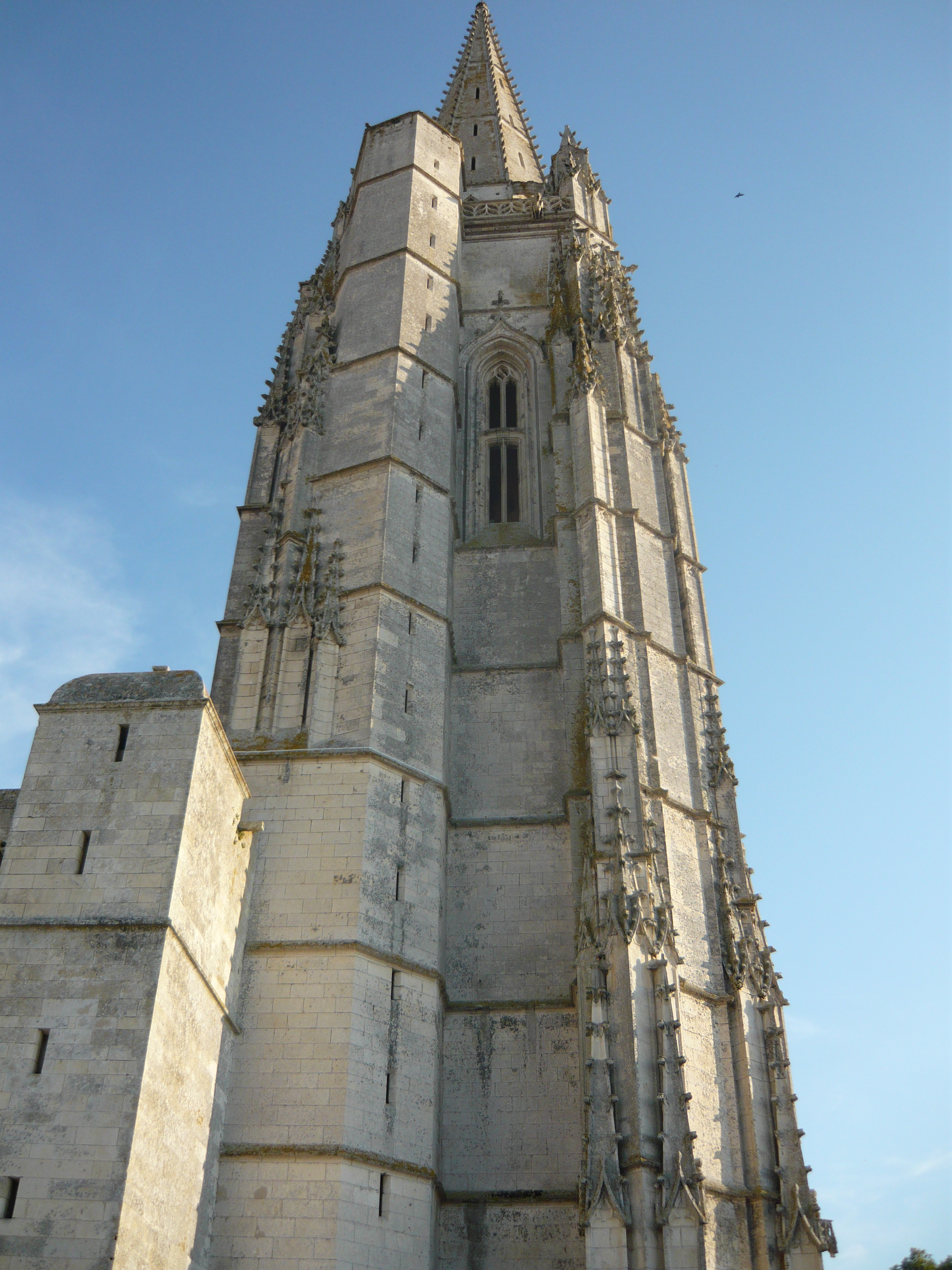
Le clocher, haut de 85 mètres.

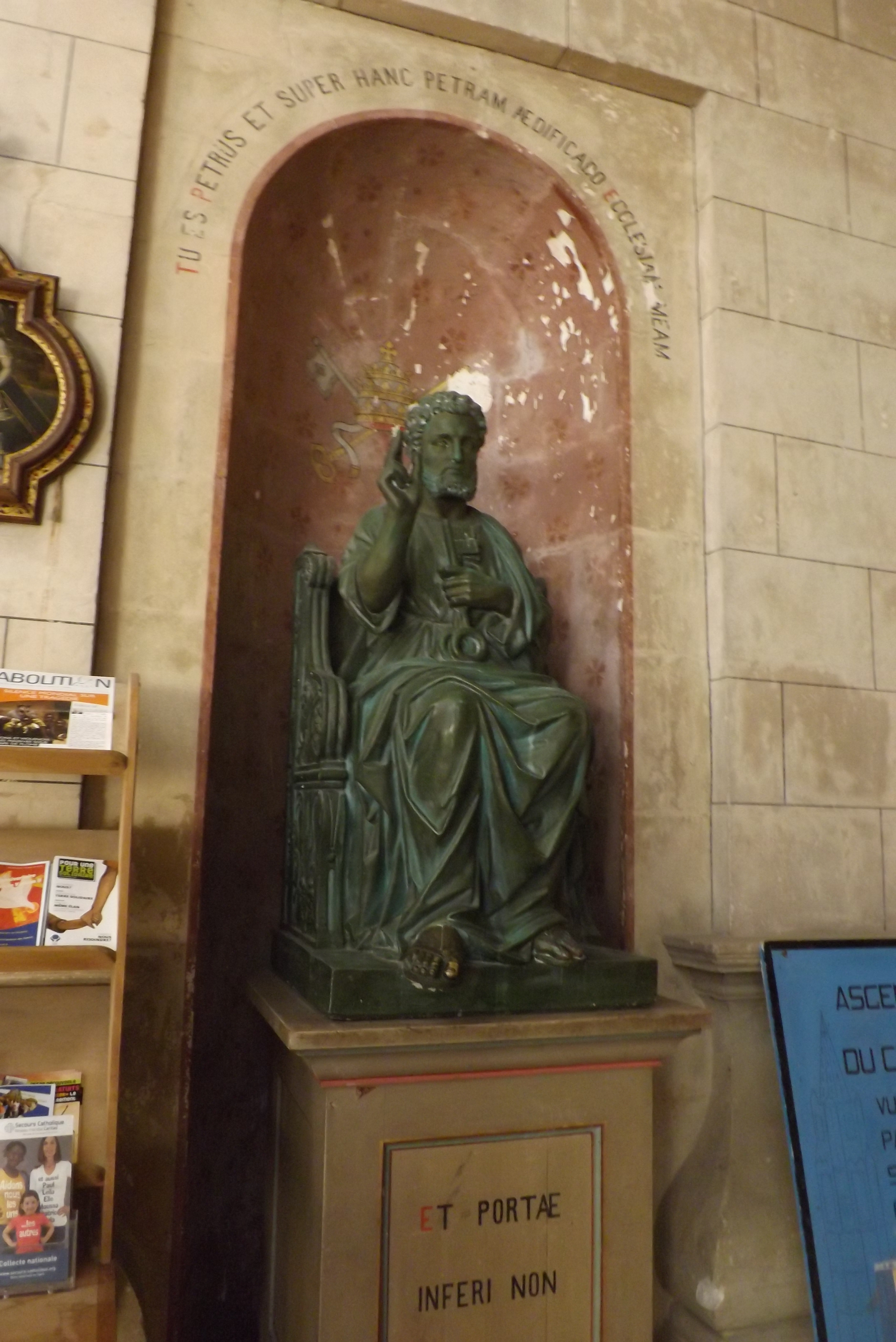
Statue de saint Pierre.
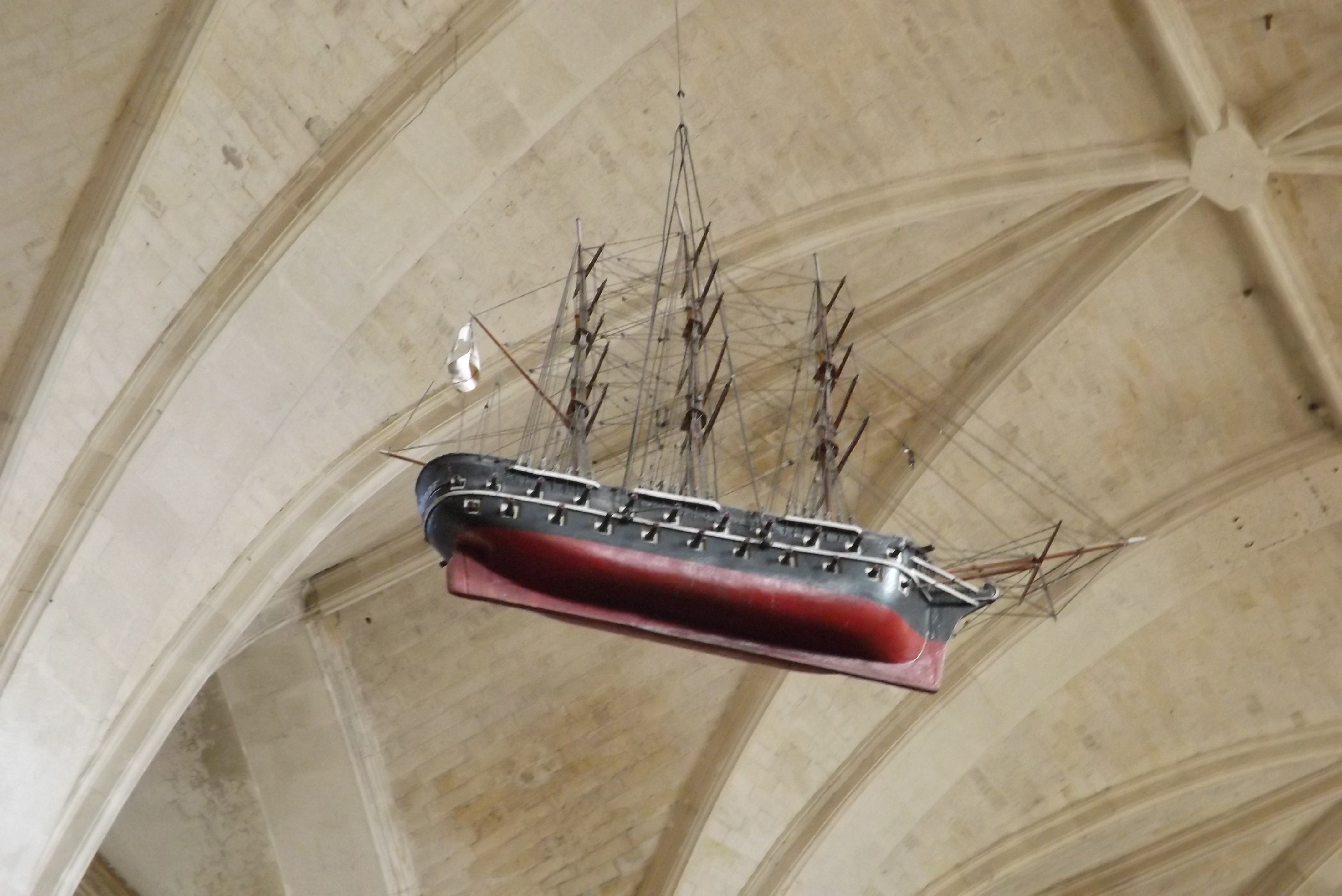
Ex-voto.
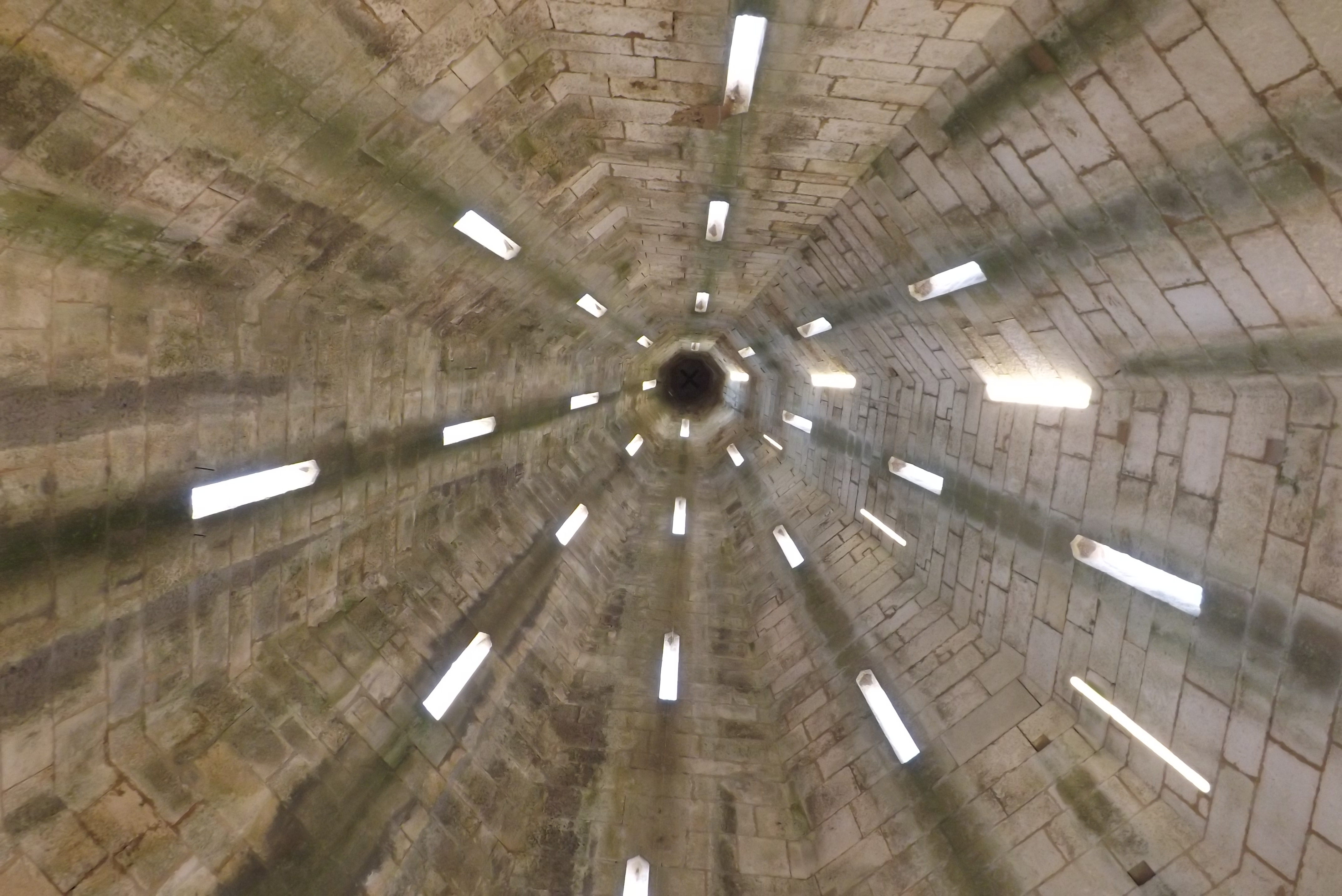
Vue en contre-plongée de l'intérieur du clocher de l'église.